# أنطونيو مانيتي
أنطونيو دي توتشيو مانيتي، (6 يوليو 1423 - 26 مايو 1497)، كان عالمًا في الرياضيات ومهندسًا إيطاليًا من فلورنسا. وُلد مانيتي لعائلة من تجار الحرير، تلقى تعليمًا ممتازًا وامتلك وقت فراغ كبير تمكّن فيه من تنمية اهتماماته العديدة، والتي شملت الرياضيات والهندسة وعلم الفلك والفلسفة.

## حياته الخاصة
وفقًا لِسجلات بارتي غيلفا، يتضح أن مانيتي كان لديه 4 إخوة، نيزو دي توتشيو مارابوتينو، لورينزو دي توتشيو مارابوتينو، مارابوتينو دي توتشيو دي مارابوتينو، وبينيديتو دي توتشيو مارابوتينو. وُجدَ أيضًا في السجلات اسم شخص يُعتقد أنه حفيده، وهذا ما يشير إلى زواجه في مرحلة ما من حياته.
الكثير مما هو معروف عن حياة مانيتي الخاصة يأتي من أعمال ميلاني. يشير عمله في الفرع التنفيذي للحكومة الفلورنسية إلى أن مانيتي كان على اتصال جيد مع المفكرين المؤثرين في عصره.
تشير الوثائق الحديثة أيضًا إلى أنه خلال عام 1466 كان مانيتي جزءًا من أوبرا سبيدالي ديغلي أنوسينتي.

## كورسينيانا
لم تُنشر هذه المخطوطة وهي غير معروفة. على الرغم من أنها تشترك في البداية والنهاية مع مخطوطة أخرى باسم (بيستويس)، إلا أنها مكتوبة بخط يد مختلف، وبالتالي لا يمكن نسبتها إلى مؤلف واحد.
على الرغم من أن تأليف المخطوطة وتاريخها كانا موضع نقاش أكاديمي، يتفق الأغلبية على أن الوثيقة كتبها أنطونيو مانيتي قبل عام 1497. ينسب ميلانيسي خط اليد في الوثيقة إلى مانيتي. وقد أدى ذلك إلى النقد، حيث اشتهر مانيتي بعمل نسخ من أعمال أخرى. جزء آخر من النقد هو أن العمل يختلف عن الكتابة الأخرى المنسوبة إلى مانيتي، من حيث الطول والأسلوب.

### جحيم دانتي
على الرغم من أن دانتي وصف الجحيم، إلا أن تفاصيل الهندسة المعمارية تُركت لخيال زملائه المفكرين، مما أدى إلى وجود نسخ مختلفة. حظيت نسخة مانيتي من جحيم دانتي بالاهتمام من قبل غاليليو غاليلي في محاضراته حول جحيم دانتي عام 1588. في هذه المحاضرات، قارن غاليليو الوصف المقترح بواسطة أنطونيو مانيتي وأليساندرو فيلوتيللو من لوكا. يمكن إرجاع السبب وراء تفضيل غاليليو لعمل مانيتي إلى صراع سياسي مع مسقط رأس فيلوتيللو في لوكا.
يتكون جحيم مانيتي من منطقة تتركز قاعدتها في القدس. يقترح مانيتي خطًا مباشرًا من مركز الأرض، وهو في نفس الوقت الجزء الأثقل في الكون، إلى القدس. يمتد القوس فوق الأرض إلى الجزء الثاني عشر من محيطها. سوف يقطع أحد طرفي هذا القوس القدس، بينما يتصل الطرف الآخر من هذا القوس بمركز الأرض بخط مستقيم. سيشكل هذان الخطان قطاع الدائرة، والذي إذا تحرك وقطع الأرض سيكشف عن ثقب يشبه المخروط؛ الجحيم.
لم ينشر مانيتي نفسه قط بحثه حول جحيم دانتي، وبدلًا من ذلك نشر غيرولامو بينيفيني النتائج التي توصل إليها في كتابه (حوار أنطونيو مانيتي).

### زيبالدون
زيبالدون مانيتي هي مجموعة من الكتابات التي كتبها أنطونيو مانيتي، والتي تُنسب إلى مؤلفين آخرين. يمكن العثور عليها في المكتبة الوطنية في فلورنسا، وتشمل أعمالًا مثل كتاب أرشاندريو لغيراردي دي كريمونا، وإيماغو مونديا، وديلا ديل موندو دي سانتو إيزيديرو، ودي سيفيتاس فلورنتينا من تأليف فيليبو فيلاني، وحياة شارلمان بقلم دوناتو أكياولو.
تُظهر الأعمال الاهتمامات الواسعة النطاق لمانيتي، والتي تمتد من الهندسة المعمارية إلى علم الفلك والفنون إلى الرياضيات والجغرافيا ودانتي.